# Freddy Gardner
Frederick James „Freddy“ Gardner (* 23. Dezember 1910 in London; † 26. Juli 1950) war ein britischer Musiker (Klarinette, Saxophon) und Bandleader im Bereich des Swing und der Tanzmusik.

## Leben und Wirken
Freddy Gardner zählte in den 1930er und 40er Jahren zu den bekanntesten Saxophonisten Englands, als er in den Bands von Syd Lipton, Billy Bissett und Bert Firman spielte. Außerdem war er ein viel beschäftigter Sessionmusiker und wirkte u. a. bei Aufnahmen von Jay Wilbur, Benny Carter, Teddy Foster, Valaida Snow, Ray Noble und Buck Washington mit. Gardner trat auch regelmäßig in Radiosendungen auf und nahm von 1936 bis 1939 für die Label Interstate, Parlophone und Rex mit eigenen Ensembles und seinem Swing Orchestra auf, in dem u. a. der Posaunist Ted Heath spielte. Nach dem Militärdienst im Zweiten Weltkrieg war er Solist bei Peter Yorke & His Concert Orchestra. Nach einem Schlaganfall verstarb er Ende Juli 1950.

## Diskographische Hinweise
- Original Recordings 1939-1950 (Naxos)
- Freddy Gardner (Decca, 1951)
- In The Mood For Love (Empress, ed.1999)
- Swing Orchestra 1937–1939/Small Groups 1936–1937 (Harlequin)
- Sideman Supreme (Harlequin, ed. 2006)
- The Essential Collection